# Uracanthus stueberi
Uracanthus stueberi là một loài bọ cánh cứng trong họ Cerambycidae.